# Tour Ariane
Tour Ariane är en skyskrapa i La Défense i Paris storstadsområde i Frankrike.
Den byggdes 1975 under namnet Tour Générale eftersom Société Générale använde merparten av det användbara utrymmet. Den är 152 m hög; byggnaden totalrenoverades 2008.
Tornet har ägts av Unibail-Rodamco-gruppen sedan 1999.